# Dályok
Dályok (horvátul: Duboševica) falu Horvátországban, Eszék-Baranya megye északi részén. Közigazgatásilag Darázs községhez (járáshoz) tartozik.

## Fekvése
A Drávaközben, az Öreg-Borza (a Borza-patak régi medre) jobb partján fekszik. 
A magyar határ közelében, az udvari közúti határátkelőhelytől 3 km-re délkeletre található. A horvát D7-es főúton érhető el. Szomszédai: északra a magyarországi Kölked, délkeletre Izsép, délre Baranyakisfalud, délnyugatra Főherceglak, északnyugatra a magyarországi Udvar.

## Története
Dályok területe már a kora középkorban lakott volt. 1950-ben határában, a „Vir, Selska bara, Vinogradac” lelőhelyen a nomád népekhez tartozó lovassírt tártak fel. A középkori kerámiák, csontok, ékszerek egy nagyobb kora középkori településről és temetőjéről tanúskodnak. Egy másik elpusztult középkori falu volt a „Selište” nevű lelőhelyen, ahol a szántásból ugyancsak sok középkori kerámia és építőanyag maradványai kerültek elő.
Dályok ősi Árpád-kori település. Neve „Villa Daluch” alakban már a pécsváradi apátság 1015-ből származó alapítólevelében szerepel. 1341-ben „Dalyuk” néven találjuk. A középkorban a pécsváradi bencés apátság birtoka volt. A török 1526-ban szállta meg. Az 1591-es török adókönyvben „Daloka” néven 12 kapuval szerepel. Az adókönyv nevei alapján a falut magyarok lakták.
A térség 1687-ben szabadult fel a török uralom alól. A felszabadítás után Dályok a bellyei uradalom része lett. A 18. században Boszniából katolikus sokácok vándoroltak be. A bellyei uradalom részeként előbb kamarai birtok, majd királyi adományként hadi érdemeiért Savoyai Jenő herceg kapta meg. Savoyai 1736-os halála után, miután örököse nem volt, a birtok a kamarára szállt. Mária Terézia 1780. május 5-én leányának Mária Krisztinának és férjének, Szász-Tescheni Albert hercegnek adományozta. Miután ők is gyermektelenek voltak, a birtokot Károly Lajos főherceg örökölte. Károly örököse fia, Albrecht lett, majd halála után Albrecht testvérének fia, Frigyes lett a következő ura, egészen az első világháborúig.
Vályi András szerint „DALLOG. v. Dallok. Elegyes Tót falu Baranya Vármegyében, földes Aszszonya Felséges Királyi Fő Hertzeg Aszszony KRISTINA, lakosai katolikusok, fekszik Moháts, és Baranya Vár között, mind a’ két helytöl mintegy más fél mértföldnyire a’ Béllyei Uradalomban, határjának bőv termékenységeihez képest, első Osztálybéli.”
Fényes Elek szerint „Dályok, horvát falu, Baranya vgyében, 1700 kath. lak., fiók-templommal, nevezetes marha- és sertéstenyésztéssel, s dunai halászattal. Ut. p. Mohács. Birják Károly főherczeg örök.”
A trianoni békeszerződésig Baranya vármegye Mohácsi járásához tartozott, majd az új délszláv államé lett. Nevét a délszláv hatóságok az ősi Dályokról Duboševicára változtatták. A határ mellé került település fejlődése megtört. 1941–45 között ismét Magyarországhoz tartozott. 1945-től Jugoszlávia, 1991 óta Horvátország része. 1991-ben lakosságának 88%-a horvát, 4%-a jugoszláv, 4%-a szerb, 3%-a magyar nemzetiségű volt. A településnek 2011-ben 554 lakosa volt.

## Népesség
A lakosság számának alakulása 1857–2011 között:

## Nevezetességei
- A Nagyboldogasszony tiszteletére szentelt római katolikus temploma[10] 1794-ben épült egy kiemelkedő helyen a falu központjában. Egyhajós épület négyszögletes szentéllyel, a szentély déli oldalához csatlakozó sekrestyével és a főhomlokzatba komponált harangtoronnyal. A templom kiemelkedik a főhomlokzat gazdag díszítésével különös tekintettel a barokk építészeti részletekkel rendelkező harangtoronyra. A templom magasságát kihangsúlyozza a belső tér síkmennyezete, mely különleges látványt kölcsönöz. 16 regiszteres, kétmanuálos, pedálos orgonája a pécsi Angster József mester remekműve a 19. század végéről. A plébániát 1846-ban alapították.

- Az egyetlen tradicionális módon működő baranyai malom[11] ma Dályokon működik. A kétszintes téglamalom 1895-ben épült. Technikai okokból fennállt annak a lehetősége, hogy 2014-ben bezárják, annak ellenére, hogy sok felhasználó és tulajdonos ellenezte. A malom szerepel a védett kulturális javak nyilvántartásában. Az épület téglalap alaprajzú, az udvari homlokzaton rizalitos kiemelkedésekkel. A főhomlokzatot hét ablaktengely tagolja. A malom belseje nagyjából ugyanaz maradt, mint az építése idején, kivéve a korhadt farészek kisebb darabjainak cseréjét. A malomhengert az egykori budapesti részvénytársaság, a Ganz és Társa mesterei készítették. Kapacitása ma csupán 600 tonna liszt évente. Egykor sok baranyai ember vásárolt egy régi malomból dályoki lisztet, melyet búzáért cserébe kapott.

## Oktatás
A településen a Darázsi Általános Iskola területi iskolája működik.

## Sport
NK Šokadija Duboševica labdarúgóklub